# Josemir Lujambio
Josemir Lujambio Llanes (født 25. september 1971 i Durazno, Uruguay) er en uruguayansk tidligere fodboldspiller (angriber).
Lujambio tilbragte størstedelen af sin karriere i hjemlandet og i Argentina. Han repræsenterede Montevideo-klubberne Defensor Sporting og Peñarol og vandt et uruguayansk mesterskab med begge hold. I Argentina spillede han blandt andet for Newell's Old Boys og Banfield.
Lujambio spillede desuden fem kampe for Uruguays landshold, alle i 1997, hvor han var med i landets trup til Copa América.

## Titler
Primera División Uruguaya
- 1991 med Defensor Sporting
- 1999 med Peñarol